# ETB Sat
ETB Sat é um dos canais da Euskal Irrati Telebista (EITB) que emite para toda a Europa. Este canal tem como objectivo aproximar a televisão e cultura bascas a todos os bascos que vivem fora da comunidade, tanto na Espanha como na Europa, assim como ao resto de cidadãos destas zonas. Para além disso, o canal pode ver-se em todo o mundo através da Internet.
A sua programação baseia-se principalmente em conteúdos de produção própria dos canais generalistas da EITB (ETB 1 e ETB 2), transmitindo por isso programas em castelhano e em basco.